# Jiří Karlovský
Jiří Karlovský (12. dubna 1943 – ???) byl český a československý politik z Tábora, po sametové revoluci poslanec Sněmovny lidu Federálního shromáždění za Občanskou demokratickou stranu.

## Biografie
Po roce 1989 spoluzakládal Občanské fórum v Táboře a později patřil i mezi zakladatele ODS v tomto městě. Tragicky zahynul.
Ve volbách roku 1992 byl za ODS, respektive za koalici ODS-KDS, zvolen do Sněmovny lidu (volební obvod Jihočeský kraj). Ve Federálním shromáždění setrval do zániku Československa v prosinci 1992.